# 이천매곡초등학교
이천매곡초등학교는 대한민국 경기도 이천시에 있는 공립 초등학교이다.

## 학교 연혁
- 1959년 3월 15일: 호법초등학교 매곡분실 설치
- 1964년 3월 15일: 매곡초등학교 승격 개교

## 참고 자료
- 이천매곡초등학교 - 한국교육학술정보원 학교알리미